# Сонцеве (Троїцький район)
Сонцеве — колишнє село в Україні; підпорядковувалось Розсипненській сільській раді Троїцького району Луганської області.
Розміщувалось при кордоні з Росією, південніше села Шатківка, на березі річки Лозова. Відстань до адміністративного центру сільської ради, села Розсипне — 7 км, районного центру, смт Троїцьке — 30 км, до обласного центру, міста Луганськ — 163 км.
Виключене з облікових даних 23 вересня 2005 року рішенням Луганської обласної ради.